# Air Rami (plaats)
Air Rami is een bestuurslaag in het regentschap Muko-Muko van de provincie Bengkulu, Indonesië. Air Rami telt 1013 inwoners (volkstelling 2010).